# Vil·la Joana
Vil·la Joana is een oude masia gelegen in Vallvidrera (Sarrià-Sant Gervasi wijk, Barcelona) in het midden van het Collserola Natuurpark. Het gebouw heeft één verdieping, een uitkijktoren en zijdelingse gaanderijen. Wat meteen opvalt, is de klok van de voorgevel. Vil·la Joana is tegenwoordig een museum dat beheerd wordt door het Historisch museum van Barcelona.

## Geschiedenis
Vil·la Joana was een van de belangrijkste masies van Vallvidrera. Gedocumenteerd sinds de 16e eeuw, werd het eigendom van de Miralles familie in de 19e eeuw, die het de naam Villa Joana gaf. In 1902 kwam Jacint Verdaguer in het huis vanwege zijn tuberculose. Hij stierf er op 10 juni.
Later, in 1920 werd Villa Joana een "Vilajoana's School", een speciale school. Het had een aantal prestigieuze professionals (psychiaters, fonetici, enz.) zoals Dr. Jesús María Bellido, Joan Alzina i Melis, Pere Barnils i Giol of Joan Llongeres.
De school voor doven en doofstomme mensen sloot in 1925 en de school voor blinden in 1954. Vil·la Joana werd een educatief centrum voor mensen met een geestelijke of verstandelijke beperking. In 1962 besloot de gemeenteraad van Barcelona om van Villa Joana een museum te maken over Jacint Verdaguer verbonden met het historisch museum van Barcelona. In 1973 verhuisde Vil·la Joana Foundation naar een nieuw gebouw dat meer aan de behoeften was aangepast. In 2014 begon men het centrum aan te passen zodat het als het tijdelijk verblijf van een schrijver kon dienen.